# Dan Grecu

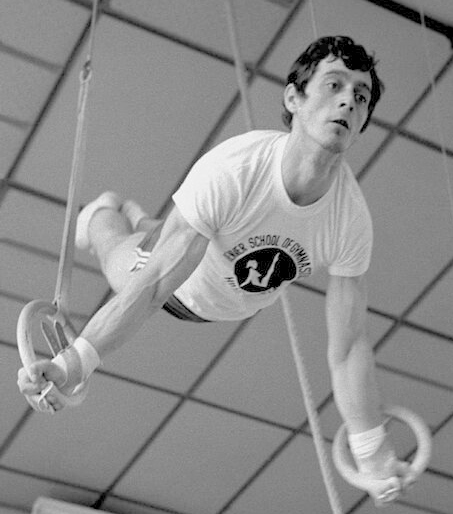
Dan Grecu 1976

Dănuț „Dan“ Grecu (* 26. September 1950 in Bukarest; † 12. Dezember 2024) war ein rumänischer Kunstturner.

## Sportliche Laufbahn
Er begann in Iași im Alter von acht Jahren mit dem Turnen und war ab 1962 bei verschiedenen Bukarester Clubs aktiv. Ab 1970 gehörte Grecu dem Nationalkader an und wurde von 1972 bis 1977 sowie 1979 rumänischer Mehrkampfmeister.
1972 nahm Grecu an den Olympischen Spielen in München teil und erreichte mit der rumänischen Mannschaft den siebten Platz. Bei den Turn-Europameisterschaften 1973 konnte er an seinem Spezialgerät, den Ringen, seine erste internationale Medaille gewinnen, als er in Grenoble Dritter wurde. Seinen größten Erfolg erzielte Grecu bei den Turn-Weltmeisterschaften 1974. In Warna wurde er punktgleich mit dem Sowjet-Turner Nikolai Andrianow Weltmeister an den Ringen.
1975 wurde Grecu bei den Titelkämpfen in Bern vor seinem Landsmann Mihai Borș Europameister an den Ringen. Außerdem war er Sechster im Mehrkampf und am Reck. Bei seinen zweiten Olympischen Spielen gewann er an seinem Spezialgerät die Bronzemedaille. Dazu kamen ein vierter Platz im Sprung und ein sechster Platz mit der rumänischen Turnriege. Im folgenden Jahr war Grecu bei den Turn-Europameisterschaften 1977 Fünfter am Reck.
Bei den Turn-Weltmeisterschaften 1978 konnte Grecu seinen Titel an den Ringen nicht verteidigen, gewann aber die Bronzemedaille. Bei den Welttitelkämpfen 1979 wurde er hinter dem Sowjet-Turner Alexander Ditjatin Vize-Weltmeister. 1980 nahm er an seinen dritten Olympischen Spielen teil. In Moskau wurde er Vierter mit der Mannschaft, Sechster an den Ringen und Neunter im Mehrkampf.
Nach seiner Turnkarriere wurde Grecu Nationaltrainer. Außerdem war er internationaler Kampfrichter und wurde Vize-Präsident des rumänischen Turnverbands.
Dan Grecu wurde 2000 mit dem Treudienst-Orden im Rang eines Ritters ausgezeichnet.